# Alatinidae
Alatinidae é uma família de cubozoários da ordem Carybdeida, contendo os seguintes gêneros e espécies:
- Alatina
  - Alatina alata (Reunaud, 1830)
  - Alatina grandis (Agassiz & Mayer, 1902)
  - Alatina madraspatana (Menon, 1930)
  - Alatina mordens (Gershwin, 2005) [sinônimo de A. moseri][1]
  - Alatina moseri (Mayer, 1906)
  - Alatina obeliscus (Haeckel, 1880)
  - Alatina philippina (Haeckel, 1880)
  - Alatina pyramis (Haeckel, 1880)
  - Alatina rainensis (Gershwin, 2005)
  - Alatina tetraptera (Haeckel, 1880)
  - Alatina turricola (Haeckel, 1880)
- Manokia
  - Manokia stiasnyi (Bigelow, 1938)
- Keesingia
  - Keesingia gigas (Gershwin, 2014)

## References
1. ↑  Bastian Bentlage; Paulyn Cartwright; Angel A. Yanagihara; Cheryl Lewis; Gemma S. Richards; Allen G. Collins (2010). «Evolution of box jellyfish (Cnidaria: Cubozoa), a group of highly toxic invertebrates». Proceedings of the Royal Society B: Biological Sciences. 277 (1680): 493–501. PMC 2842657. PMID 19923131. doi:10.1098/rspb.2009.1707